# Operação Poço Seco
Operação Poço Seco foi a operação policial brasileira deflagrada pela Polícia Federal, em 26 de maio de 2017, que representou a 41ª fase da Operação Lava Jato.
Na operação, a PF um ex-gerente da área internacional da Petrobras e um ex-banqueiro por suspeita de terem recebido ao menos 5,5 milhões de dólares em propina na negociação da estatal para comprar um campo de petróleo em Benin, na África, no mesmo esquema que resultou na condenação do ex-presidente da Câmara Eduardo Cunha.
O nome da fase é uma referência aos resultados negativos do investimento realizado pela Petrobras na aquisição de direitos de exploração de poços de petróleo em Benin/África.